# برک و هیر (فیلم ۲۰۱۰)
برک و هیر به تهیه‌کنندگی برانابی تامپسون محصول سال ۲۰۱۰ کشور بریتانیا است. کارگردانی این تریلر کمدی را جان لندیس برعهده داشته‌است و پیرز آشورث فیلم نامه آن را نگاشته است. اندی سرکیس، سایمون پگ، تام ویلکینسون و ایسلا فیشر بازیگران اصلی این فیلم هستند.لندیس بعد از ۱۰ سال دوری از کارگردانی فیلم «بورک و هیر» را کارگردانی کرده‌است.این فیلم بر خلاف فیلم‌های قبلی لندیس نه نقد مثبتی را دریافت کرد و نه توانست در گیشه فروش عملکرد خوبی را داشته باشد.

## موضوع
ماجرای فیلم «بورک و هیر» از این قرار است که دو مرد فرصت طلب که ظاهری شادمان و خنده رو و بی خیال هم دارند دائماً افراد پیر و نزدیک به موت را در میان زاغه نشین‌های شهر ادینبورو اسکاتلند زیر نظر دارند تا به محض مرگ آنها، اجسادشان را به پزشکان متخلفی که اعضای بدن آنان را به قصد تحقیقات علمی خود به کار می‌گیرند و روی آن‌ها کالبدشکافی و کارهای علمی انجام می‌دهند، بفروشند.اما در نهایت ...